# Nenzlingen
Nenzlingen es una comuna suiza del cantón de Basilea-Campiña, situada en el distrito de Laufen. Limita al noreste con la comuna de Pfeffingen, al surste con Grellingen, al sur con Brislach, al suroeste con Zwingen, al oeste con Blauen, y al noroeste con Ettingen.